# Zygmunt Zaleski
Zygmunt Zaleski (do 1924 Zalewski) (ur. 15 stycznia 1894 w Gozdaninie, zm. ok. 1940 r. w Mołodze k. Rybińska) – poseł na Polski Sejm Dzielnicowy, powstaniec wielkopolski, prezes Towarzystw Tomasza Zana i Towarzystwa Miłośników Miasta Poznania (współzałożyciel), wieloletni redaktor naczelny Kronika Miasta Poznania, kierownik Urzędu Statystycznego, wiceprezydent Poznania, zasłużony poznański społecznik.

## Życiorys
Urodził się w rodzinie mistrza kowalskiego Stanisława Zalewskiego[!] i Marii z Polaskich. Uczęszczał do Królewskiego Gimnazjum w Gnieźnie, gdzie w 1914 zdał maturę. Studiował ekonomię na uniwersytetach w Kilonii, Wrocławiu i Berlinie. W stolicy Dolnego Śląska, dokąd otrzymał służbowy przydział w 1916 roku, wojskowe władze pozwoliły mu uczęszczać na uniwersyteckie wykłady i seminaria, co zaowocowało zaangażowaniem w ramach Związku Grup Narodowych, Związku Młodzieży Polskiej "Zet" i funkcją prezesa wrocławskiej Bratniej Pomocy "Fraternitas". W grudniu 1918 roku został wybrany na delegata wrocławskiej "kolonii polskiej" na Polski Sejm Dzielnicowy, zwołany w Poznaniu (3-5 grudnia 1918 roku). W czasie obrad owego gremium złożył historyczny wniosek, aby "Sejm zechciał przyczynić się do jak najszybszego założenia w Poznaniu uczelni wyższej, czyli uniwersytetu". Podczas powstania wielkopolskiego działał przy tworzeniu polskiej administracji. Tuż po powstaniu redagował w Poznaniu pismo akademickie "Brzask", organizował w ramach odrębnego Zjednoczenia młodzież kupiecką i pracował jako członek Rady Pracy i Komisji Płac przy Ministerstwie b. Dzielnicy Pruskiej. W grudniu 1920 roku objął kierownictwo Urzędu Statystycznego Miasta Poznania, był jednym ze współzałożycieli Polskiego Towarzystwa Statystycznego. W 1922 wraz z Cyrylem Ratajskim założył Towarzystwo Miłośników Miasta Poznania (w latach 1936-1939 prezes, także sekretarz), oraz zainicjował wydawanie Kroniki Miasta Poznania, której był redaktorem naczelnym. 
W 1924 urzędowo zmienił nazwisko z Zalewski na Zaleski.
Był także organizatorem Muzeum Miasta Poznania.
W 1937 mianowany tymczasowym wiceprezydentem Poznania.
Filister honorowy korporacji Hermesia.
Tuż po wybuchu II wojny światowej wyjechał do Lwowa, następnie wywieziony w głąb ZSRR umarł z wycieńczenia w 1940 r. w Mołodze k. Rybińska, został pochowany w dolinie pod Rybińskiem (teren w 1950 r. zalano tworząc sztuczne jezioro).
Autor ponad 80 artykułów w Kronice Miasta Poznania oraz książek: Przewodnik po Ratuszu Poznańskim, Nazwy ulic w Poznaniu, Biblioteka Jana Kasprowicza w Muzeum Miejskim, Księga Pamiątkowa Miasta Poznania (redaktor), Poznań w ilustracji - 1928 (współudział).